# Lamborghini 5-95 Zagato
La Lamborghini 5-95 Zagato est une voiture produite en édition limitée, basée sur la Lamborghini Gallardo LP570-4. Son designer est Stéphane Schwarz.
Elle a été présentée par Zagato lors du concours d'élégance Villa d'Este 2014, à l’occasion du 95e anniversaire du carrossier et du 50e anniversaire de Lamborghini. Le nombre exact d'exemplaires produits est inconnu, mais certains suggèrent que le nom du modèle indique une production de 5 unités pour célébrer le 95e anniversaire de Zagato. Elle a été commandée par le collectionneur automobile Albert Spiess,. Le prix de la voiture dépassait 1 million de dollars américains. En 2018, une version Spyder a été dévoilée sur le site de Zagato.

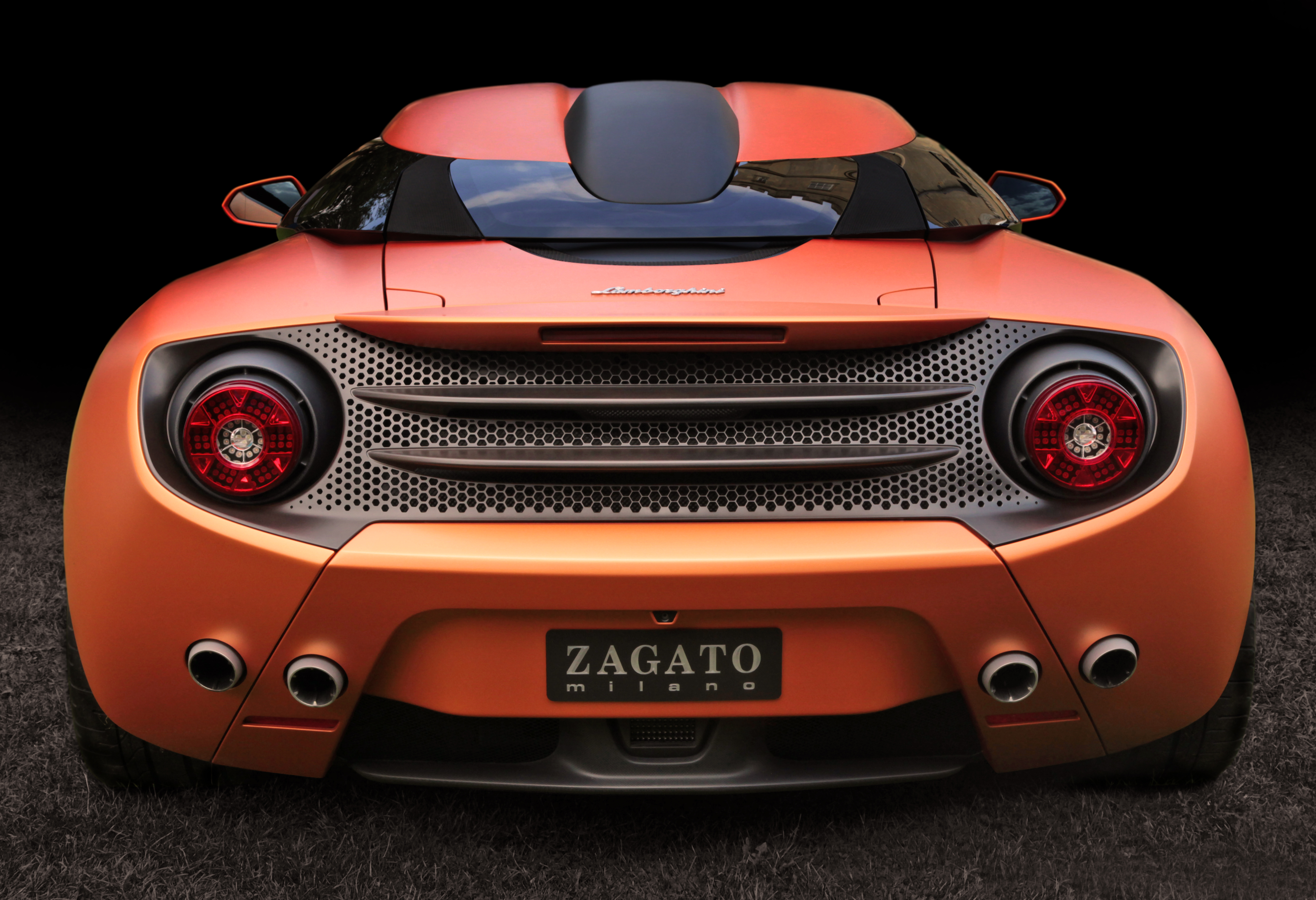
Vue arrière.